# União Desportiva Oliveirense (hockey sobre patines)
La União Desportiva Oliveirense (también conocido como UD Oliveirense) es un club de hockey sobre patines de la ciudad portuguesa de Oliveira de Azeméis.

## Historia
La sección fue creada en 1969 y en la actualidad el equipo disputa la 1ª división del Campeonato de Portugal de hockey sobre patines jugando sus partidos como local en el pabellón Dr. Salvador Machado.
En 1987 el club finaliza la temporada como subcampeón de liga (mejor posición hasta la fecha) y alcanza su primera final de Copa que pierde ante el Porto, rival con el que también caería derrotado en las finales de 1996 y 2013.
En 1997 se proclama campeón de Copa por primera vez ante el OC Barcelos y consigue su primer título europeo al imponerse a la ACR Gulpilhares en la final de la Copa de la CERS.
En la década de 2010, la UD Oliveirense comienza su época de mayores éxitos, consiguiendo dos títulos de Copa consecutivos en 2011 (vs. Candelária) y 2012 (vs. Benfica) y llegando a disputar las finales de la Liga Europea de las temporadas 2015-16 y 2016-17, perdiendo ambas ante Benfica y Reus Deportiu respectivamente.
Precisamente ante el Reus Deportiu consigue su segundo entorchado europeo, tras su victoria en la Copa Continental de 2017.

## Palmarés
- 1 Copa de la CERS: (1997)
- 3 Copas de Portugal: (1997, 2011, 2012)
- 1 Copa Continental: (2017)
- 1 Campeonato Nacional de 2ª División (Zona Norte): (1975)